# Emesis angularis
Emesis angularis är en fjärilsart som beskrevs av William Chapman Hewitson 1870. Emesis angularis ingår i släktet Emesis och familjen Riodinidae. Inga underarter finns listade i Catalogue of Life.

## Bildgalleri

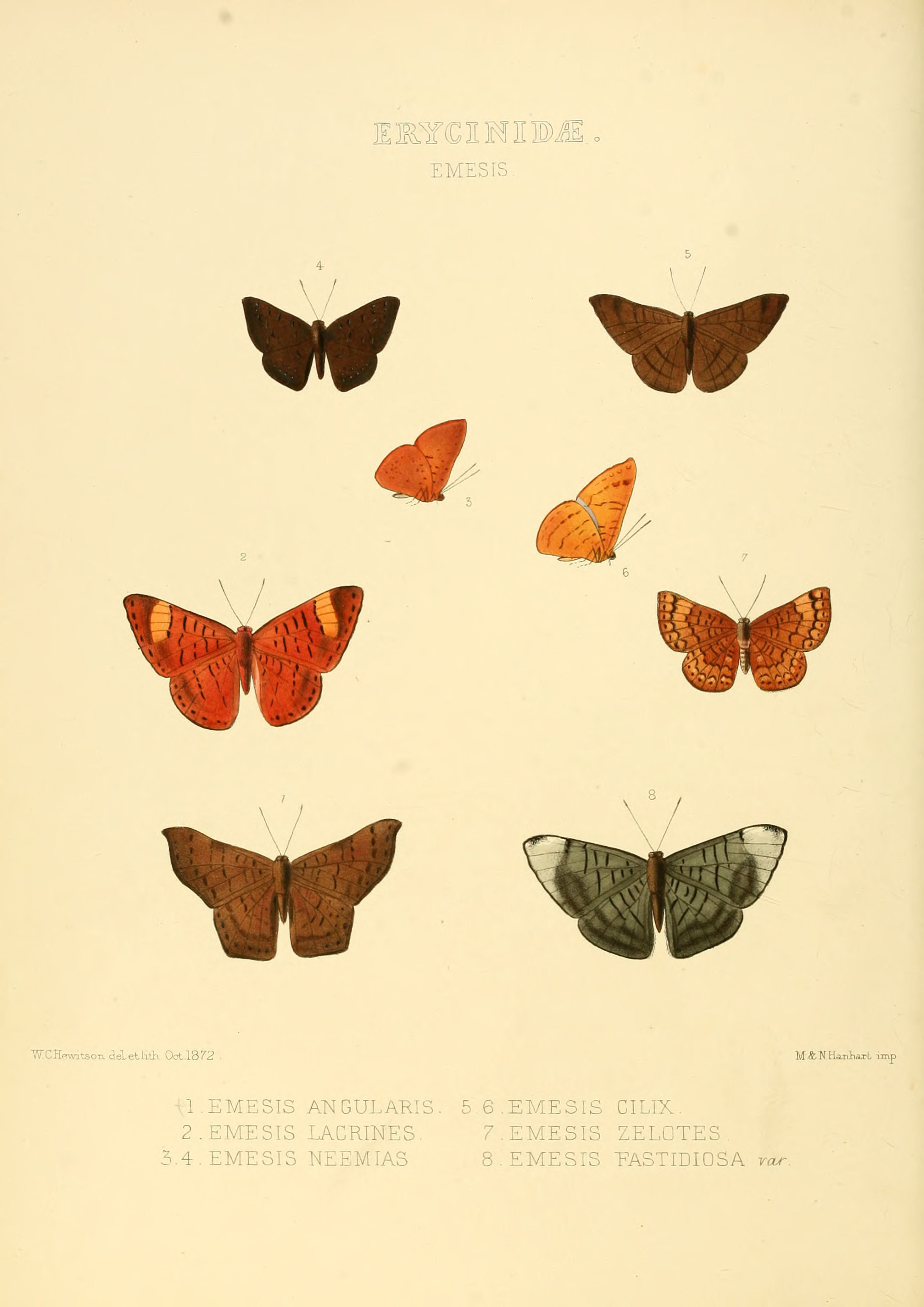